# フェルディナンド・E・マルコス大統領センター
フェルディナンド・E・マルコス大統領センター（Ferdinand E. Marcos Presidential Center）またはマルコス博物館・霊廟（Museo y mausoleo Marcos）は、フィリピン・北イロコス州バタックにある、元フィリピン大統領フェルディナンド・マルコスに関する博物館である。博物館には、兵役時代から大統領時代に至るまでのマルコスの遺品が展示されている他、マルコスの慰霊碑がある。この慰霊碑は、かつてマルコスの防腐処理された遺体がガラス製の棺に収められて公開されていた、マルコスの霊廟だった。マルコスの遺体は、2016年にマニラの英雄墓地に埋葬された。現在、慰霊碑のガラスの棺には、蝋で作られたマルコスの遺体のレプリカが収められている。

## 歴史

### マルコスの死
1989年9月28日、マルコスはハワイで肺・腎臓・肝臓の合併症で亡くなった。彼が家族とともにフィリピンから追放されてから3年後のことだった。1986年、マルコス政権はエドゥサ革命によって打倒され、彼はハワイに亡命した。コラソン・アキノ大統領は、マルコスの遺体のフィリピンへの帰還を拒否した。そのため、マルコスの遺体は、オアフ島にある日本式の仏教寺院・平等院テンプルの敷地内の空調設備を備えた地下室の仮廟に、ガラス張りの棺に収められて安置された。

### マルコスの遺体の帰還
死から4年後の1993年9月、マルコスの遺体はフィリピンに運ばれた。アキノの後任の大統領であるフィデル・ラモスは、マルコスの未亡人であるイメルダ・マルコスに夫の遺体を持ち帰ることを許可したが、英雄墓地への埋葬は拒絶した。遺族が語ったところによれば、一連の儀式と式典の後、マルコスの遺体は故郷の霊廟に安置され、公開された。
ベニグノ・アキノ3世大統領（コラソン・アキノとベニグノ・アキノ・ジュニアの子）は、マルコスを英雄墓地に埋葬するかどうかの決定を副大統領ジェジョマール・ビナイに委ねた。ビナイは英雄墓地への埋葬を勧告したが、アキノはそれを実行しなかった。アキノの後任のロドリゴ・ドゥテルテ大統領は、英雄墓地へのマルコスの埋葬を承認し、2016年11月18日に埋葬が行われた。

### マルコスの遺体
マルコスの葬儀人であるフランク・マラベドは、以前の霊廟に遺体が安置されている間、その遺体の保存処理を行ったと述べている。フィリピン人がそれがマルコスだと認識できるように、マルコスの遺体を修復するのに3週間かかった。現地の葬儀人が定期的に維持し、確認を行った。フィリピンに帰還する前に、遺体を保護するためにホルムアルデヒドが使用された。
歴史家アントニオ・モンタルバン2世が、彼の親しいマルコス一族の友人から、ガラスの棺に飾られた遺体は本物ではなく蝋人形であると明かされたと述べたことが、2016年8月に報じられた。それによれば、本物の遺体は棺の下に埋められているという。
報道によれば、マルコスの遺体の蝋のレプリカは、マルコスの実際の遺体が英雄墓地に埋葬された日にガラスの棺の中に残されたという。また、マルコスの遺体のレプリカは他に2つまたは3つあると報じられている。